# Jonatan Bäckelie
Jonatan Bäckelie, född 1981 i Norrköping. är en svensk soulsångare, låtskrivare och producent, som släppt skivor under namnen Ernesto, Ernesto's, Pinku Vääty , Jong Tan, Tantan, Teologen och sedan 2013 under eget namn.
Bäckelie har medverkat på en rad andra artisters skivor. Dessa är bl.a. Jori Hulkkonen, Trickski, Alex Barck, Jimpster, Andreas Saag, Motorcitysoul, Atjazz, Quant, Swell Session, Stateless, Plej, Blu Mar Ten, Beanfield, Season, Nils Krogh, Logistics, Nu:Tone, Landslide med flera. Musiken i fråga är oftast rotad i jazz och soul, med tydliga elektroniska inslag. När albumet Find The Form släpptes gav Sveriges ledande musiktidning Sonic den 9/10 i betyg och skrev att skivan inkapslar allt som är bra med modern svensk soul och listades av tidningens Nicola Pryke som tredje bästa albumet 2007 ovanför bland andra Amy Winehouses "Back to Black" och Salem Al Fakirs "This is Who I Am".
Bäckelie är sedan 2012 anställd som doktorand i religionsvetenskap vid Göteborgs universitet. Han har tidigare gjort fältarbete bland Sveriges Unga Muslimer och skrivit om politisk ideologi i förhållande till imamutbildningsutredningen som gjordes på regeringens uppdrag 2009. Hans arbete utkom i omarbetad form som magisteruppsats i juni 2011.

## Diskografi i urval
- Ernesto's Album – album (Hollow Recordings, 2004)
- Ernesto A New Blues – album (Exceptional Records, 2005)
- Ernesto Find The Form – album (Columbia, 2006 Japan; Horse von Linné, 2007 övriga världen)
- Ernesto "I Get So Alone" – singel (inkl remixar av The Infiltrators & 1990Now - Horse von Linné, 2008)
- Ernesto vs Waveplant "(I Need a) Bassline" – singel (Exceptional Records, 2009)
- Ernesto "Love Comes Round" – singel (Rakkaus Records, 2010)
- Pinku Vääty & Paul Mac Innes "All That She Wants" – singel (Rakkaus Records, 2010)
- Pinku Vääty Pinku Very Much – album (Rakkaus Records, 2011)
- Pinku Vääty Pinku Very Mix – remixalbum (Rakkaus Records, 2011)
- Ernesto Suffice Suffice – album (Rakkaus Records, 2012)
- "To the Bottom"[5] (Atjazz Record Company, 2013)
- "Song"[6] (Rakkaus Records, 2013)
- Jimpster featuring Jonatan Bäckelie Brought to Bare[7] (Freerange Records, 2013)
- Alex Barck Don't Hold Back[8] (Reunion/Sonar Kollektiv, 2013)